# Pierre Dujardin
Pour les articles homonymes, voir Dujardin.
 (février 2021).
La mise en forme du texte ne suit pas les recommandations de Wikipédia : il faut le « wikifier ».
Les points d'amélioration suivants sont les cas les plus fréquents :
- Les titres sont pré-formatés par le logiciel. Ils ne sont ni en capitales, ni en gras.
- Le texte ne doit pas être écrit en capitales (les noms de famille non plus), ni en gras, ni en italique, ni en « petit »…
- Le gras n'est utilisé que pour surligner le titre de l'article dans l'introduction, une seule fois.
- L'italique est rarement utilisé : mots en langue étrangère, titres d'œuvres, noms de bateaux, etc.
- Les citations ne sont pas en italique mais en corps de texte normal. Elles sont entourées par des guillemets français : « et ».
- Les listes à puces sont à éviter, des paragraphes rédigés étant largement préférés. Les tableaux sont à réserver à la présentation de données structurées (résultats, etc.).
- Les appels de note de bas de page (petits chiffres en exposant, introduits par l'outil «  Source ») sont à placer entre la fin de phrase et le point final[comme ça].
- Les liens internes (vers d'autres articles de Wikipédia) sont à choisir avec parcimonie. Créez des liens vers des articles approfondissant le sujet. Les termes génériques sans rapport avec le sujet sont à éviter, ainsi que les répétitions de liens vers un même terme.
- Les liens externes sont à placer uniquement dans une section « Liens externes », à la fin de l'article. Ces liens sont à choisir avec parcimonie suivant les règles définies. Si un lien sert de source à l'article, son insertion dans le texte est à faire par les notes de bas de page.
- La présentation des références doit suivre les conventions bibliographiques. Il est recommandé d'utiliser les modèles {{Ouvrage}}, {{Chapitre}}, {{Article}}, {{Lien web}} et/ou {{Bibliographie}}. Le mode d'édition visuel peut mettre en forme automatiquement les références.
- Insérer une infobox (cadre d'informations à droite) n'est pas obligatoire pour parachever la mise en page.

Pour une aide détaillée, merci de consulter Aide:Wikification.
Si vous pensez que ces points ont été résolus, vous pouvez retirer ce bandeau et améliorer la mise en forme d'un autre article.

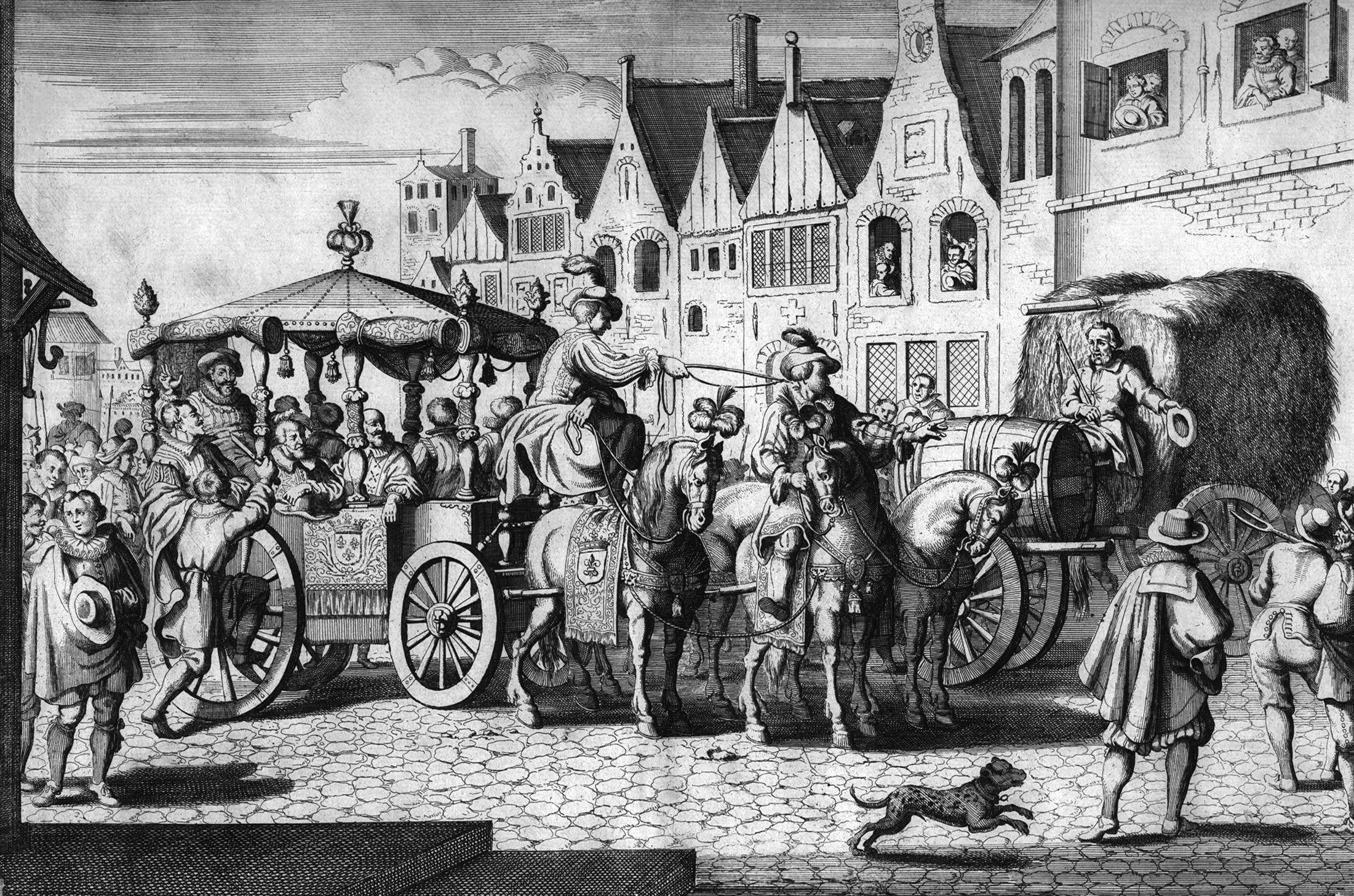
Assassinat d'Henri IV par Gaspard Bouttats (vers 1640 – vers 1695).

Pierre Dujardin, dit le capitaine de la Garde (né et décédé à Rouen à des dates non déterminées), est la deuxième personne faisant état d'un projet d'assassinat d'Henri IV lié à la mort de ce dernier le 14 mai 1610. Son Manifeste, publié en 1619, met indirectement en cause Philippe III, roi d'Espagne.
Pierre Dujardin est également l'auteur du Factum de Pierre du Jardin, sieur et capitaine de la Garde, natif de Rouen, province de Normandie, prisonnier en la Conciergerie du Palais de Paris, contenant un abrégé de sa vie et des causes de sa prison, pour oster à un chacun les mauvais soupçons que sa détention pourroit avoir donnez, rédigé avant son Manifeste.

## Biographie
Fils d'un plâtrier de Rouen, Pierre Dujardin est un soldat combattant pour divers intérêts. Il sert en Provence sous les ordres d'Henri 1er, duc de Guise, rejoint ensuite l'armée du duc de Lesdiguières puis combat en Bourgogne dans l'armée du maréchal de Biron.
Il se met au service de la république de Venise, puis du Saint Empire. En 1608, il est au service du grand-duc de Toscane, et séjourne à Naples lorsqu'il aurait été approché pour prendre part à un complot visant à assassiner le roi de France.
Effrayé, il se serait rendu en France et aurait été entendu par Henri IV au château de Fontainebleau, mais celui-ci n'aurait pas pris la menace très au sérieux. Pierre Dujardin prétend avoir été victime en 1614 d'une tentative de meurtre par des hommes du duc d'Épernon. En 1616, il est arrêté, selon lui en raison de ses propos sur la conspiration de Naples. Son procès débuté le 20 juin 1616, mais ne semble pas avoir été mené à terme. Après quelques années de détention, Pierre Dujardin est libéré et Louis XIII lui octroie une pension annuelle de 600 livres. Il termine sa vie dans sa ville natale de Rouen.

## La conspiration de Naples: deuxième complot lié à l'assassinat d'Henri IV
Plusieurs Français anciens membres de la Ligue (parmi lesquels Charles Hébert, ancien secrétaire du duc de Guise) séjournent à Naples lorsque Pierre Dujardin s'y installe. Approché par ce petit groupe à qui il inspire confiance en raison de son engagement passé auprès du maréchal de Biron, il aurait feint de partager leurs opinions. Il aurait ainsi été mis en contact avec le père Alagon, un jésuite espagnol, lequel se serait présenté comme un parent du duc de Lerma, favori de Philippe III. Le père Alagon lui aurait alors proposé d'assassiner Henri IV :" si vous vouliez entreprendre de le tuer, chose qui vous serait facile, je vous ferais l'un des plus riches gentilshommes qui soient en la cour du roi d'Espagne et vous recevriez autant d'honneurs que vous sauriez désirer".
Quelques jours plus tard, il aurait croisé Jean-François Ravaillac, qui aurait déclaré s'apprêter à retourner en France pour y tuer le roi. Pierre Dujardin se serait vu proposer d'accomplir le même acte en parallèle de Ravaillac contre la somme de 50 000 écus. Selon lui, les conjurés de Naples préparent alors le soulèvement qui doit suivre l'assassinat d'Henri IV. Il les dénonce alors auprès du sieur Zamet, résidant à Naples, puis de l'ambassadeur de France à Rome. Il obtient ainsi une entrevue auprès d'Henri IV, laquelle n'a pas de conséquence.

## Interprétations
Faisant suite aux accusations formulées par Jacqueline d'Escoman, ses propos contribuent à la construction par Jules Michelet de l'hypothèse d'un complot ourdi par la marquise de Verneuil, le duc d'Epernon, et Concini, complot mené sous l'égide de Philippe III.
Pour Jean-Christian Petitfils, les propos de Pierre Dujardin sont peu vraisemblables. Ainsi, il est très peu probable que Ravaillac se soit rendu à Naples en 1608, sa présence à Angoulême étant attestée en mai, septembre et décembre de cette année. Il est de même étonnant qu'une conspiration, prévoyant le débarquement de plusieurs milliers d'hommes en France à la suite de la mort d'Henri IV, ne soit évoquée par aucune autre source. L'existence d'un projet d'assassinat du roi de France, fomenté à Naples en 1608 est plausible, mais les accusations présentes dans le Manifeste de Pierre Dujardin viseraient surtout à discréditer le duc d'Épernon et Marie de Médicis, entrée en disgrâce en 1619, et expliqueraient sa libération et la pension dont il a bénéficié jusqu'à sa mort.